# Ilja Keizer-Laman

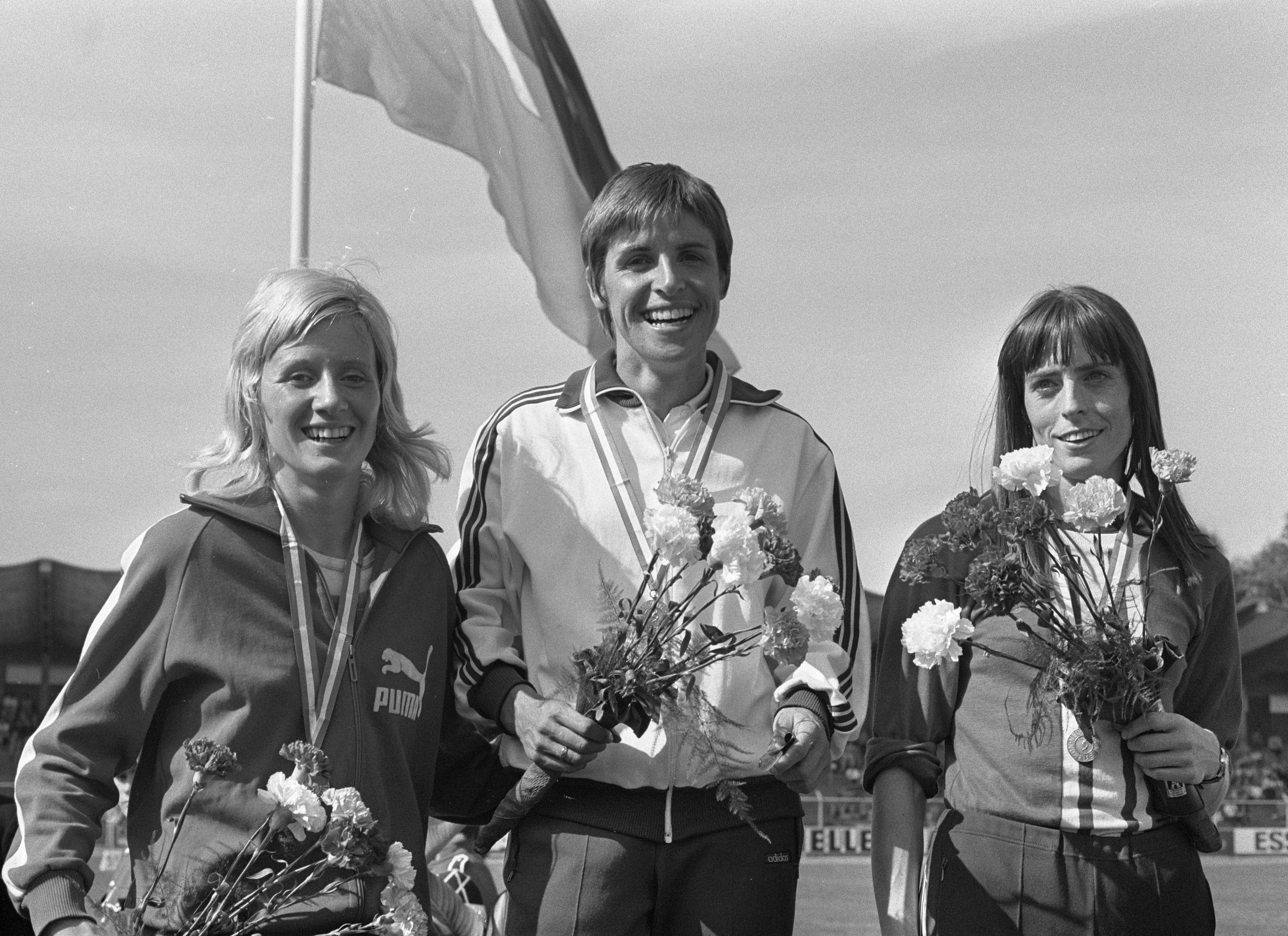
Met Joke van Gerven-van der Stelt (links) en Berny Boxem-Lenferink (rechts) op het erepodium van de 1500 m tijdens de NK van 1972.

Ilja Keizer-Laman (IJmuiden, 26 februari 1944) is een Nederlandse oud-atlete. Zij was in de jaren zestig en zeventig van de 20e eeuw actief op de middellange afstanden en deed in die periode niet alleen nationaal, maar ook internationaal van zich spreken. Zij nam tweemaal deel aan de Olympische Spelen, waarop zij in 1972, bij de tweede gelegenheid, als beste resultaat van de Nederlandse afvaardiging een zesde plaats behaalde.

## Biografie

### Eerste successen op 800 meter
Aanvankelijk lag de 800 m haar het beste. Op dit nummer trad Ilja Laman in 1965 internationaal voor de eerste maal in het voetlicht tijdens de Europacupfinale in Kassel. Ze werd daar sensationeel tweede in 2.04,6. Een jaar later volgde haar eerste grote kampioenschaptoernooi: de Europese kampioenschappen in Boedapest, waar ze in de finale zevende werd in 2.05,2. Het zal wel altijd een vraag blijven wat het resultaat in deze finale was geweest, indien de ploegleiding op weg naar het stadion niet was vergeten haar mee te nemen. Nu moest ze de afstand van het atletendorp naar het stadion, ruim twintig kilometer, op eigen gelegenheid overbruggen, wat erin resulteerde dat zij pas een kwartier voor de start van haar finale in het stadion aankwam.

### Deceptie in Mexico
Haar deelname aan de Olympische Spelen in Mexico in 1968 werd een deceptie. Keizer-Laman kreeg er vanwege de slechte, gehorige behuizing slaapproblemen. De Nederlandse teamarts schreef haar vervolgens een slaappil voor die tot de benzodiazepinen behoorde, met als bijwerkingen onder meer sufheid, concentratiestoornissen en spierslapte en die op de hoogte waarop Mexico-Stad zich bevond, bovendien het ademcentrum in het verlengde merg negatief beïnvloedde. Aangezien de halve finales van de 800 m in de ochtenduren plaatsvonden, zorgde dit alles ervoor, dat de Nederlandse kampioene volkomen buiten adem en meer dood dan levend haar race in 2.14,8 finishte en daarmee was uitgeschakeld voor de finale.
De opmerkelijkste prestaties van dat jaar bleven daardoor haar nationale record van 2.02,2 op de 800 m en het wereldrecord van 6.15,5 op de incourante 3 x 800 m vrouwenestafette, dat zij op 20 augustus in Sittard vestigde tezamen met Mia Gommers en Tilly van der Zwaard.
Bij de Europese kampioenschappen in Athene in 1969 werd Keizer-Laman achtste in precies dezelfde tijd als bij het vorige EK: 2.05,2. Op de 1500 m, waarvoor zij eveneens aantrad, deed ze het relatief gezien beter met een vijfde plaats in 4.13,3 (Mia Gommers veroverde in dezelfde race de zilveren medaille).

### Zesde op OS 1972
Na een onderbreking van twee jaar, o.a. als gevolg van de geboorte van haar dochter in 1971, pakt Ilja Keizer in 1972 de draad weer op. Ze wil nog één keer alles uit de kast halen en dat lukt: na twee nationale titels op de 800 en 1500 m eindigt zij tijdens de Olympische Spelen in München op de 1500 m op de zesde plaats in 4.05,1, een nationaal record (ter vergelijking: in diezelfde race scherpte de Russische Ljoedmila Bragina haar eigen wereldrecord aan tot 4.01,4). Met deze prestatie is ze van de Nederlandse afvaardiging de meest succesvolle atlete.
De jaren erna ziet Ilja Keizer geen kans de door haar prestatie in München ontstane internationale interesse te verzilveren. Een lange tijd niet onderkende bacteriële infectie weerhoudt haar van nieuwe aansprekende prestaties, een enkele nationale titel daargelaten. Teleurgesteld gooit zij eind 1974 de handdoek in de ring en sluit zij haar atletiekloopbaan af. Daarin werd zij in totaal viermaal nationaal kampioene op de 800 m, driemaal op de 1500 m (waarvan eenmaal indoor) en eenmaal op de veldloop.
Bijna 49 jaar later (peildatum april 2021) is de in München door Ilja Keizer-Laman geleverde prestatie nog steeds de op vier na snelste tijd die ooit door een Nederlandse vrouw op de 1500 m is gelopen.

## Nederlandse kampioenschappen
Outdoor
| Onderdeel                 | Jaar                   |
| ------------------------- | ---------------------- |
| 800 m                     | 1965, 1968, 1970, 1972 |
| 1500 m                    | 1970, 1972             |
| veldlopen (lange afstand) | 1966                   |

Indoor
| Onderdeel | Jaar |
| --------- | ---- |
| 1500 m    | 1973 |

## Records

### Persoonlijke records
| Onderdeel | Prestatie      | Datum            | Plaats    |
| --------- | -------------- | ---------------- | --------- |
| 100 m     | 12,0 s         |                  |           |
| 200 m     | 25,5 s         | 1966             |           |
| 400 m     | 56,3 s         | 21 augustus 1966 | Haarlem   |
| 800 m     | 2.02,2 (ex-NR) | 30 juni 1968     | Osnabrück |
| 1500 m    | 4.05,1 (ex-NR) | 9 september 1972 | München   |

### Nederlandse records
Outdoor
| Onderdeel | Prestatie | Datum            | Plaats    |
| --------- | --------- | ---------------- | --------- |
| 800 m     | 2.02,2    | 30 juni 1968     | Osnabrück |
| 1500 m    | 4.08,0    | 4 september 1972 | München   |
|           | 4.05,1    | 9 september 1972 | München   |

Indoor
| Onderdeel | Prestatie | Datum         | Plaats |
| --------- | --------- | ------------- | ------ |
| 800 m     | 2.07,7    | 15 maart 1970 | Wenen  |

## Palmares

### 800 m
- 1963:  NK - 2.17,9
- 1964: 4e NK - 2.13,8
- 1965:  NK - 2.06,8
- 1965:  Europacupfinale, Kassel - 2.04,6
- 1966: 7e EK - 2.05,2
- 1968:  Gouden Spike - 2.03,9[3]
- 1968:  NK - 2.06,4
- 1968: 7e in ½ fin. OS - 2.14,8 (in serie 2.08,9)
- 1969:  Engelse AAA-kamp. - 2.03,5
- 1969:  NK - 2.06,9
- 1969: 8e EK, Athene - 2.05,2 (in serie 2.04,8)
- 1970:  NK indoor – 2.10,2
- 1970: 4e EK indoor, Wenen - 2.07,7 (NR)
- 1970:  Gouden Spike - 2.07,5[4]
- 1970:  NK - 2.06,7
- 1972:  NK indoor - 2.10,2
- 1972:  NK - 2.05,7
- 1973:  NK indoor - 2.11,2

### 880 yd
- 1966:  Engelse AAA-kamp. - 2.05,4

### 1500 m
- 1969:  NK - 4.23,8
- 1969: 5e EK - 4.13,3
- 1970:  NK - 4.24,6
- 1972:  Engelse AAA-kamp. - 4.17,68
- 1972:  NK - 4.13,1
- 1972: 6e OS - 4.05,1 (NR)
- 1973:  NK indoor - 4.33,1

### 3 x 800 m
- 1966:  NK Estafette - 7.03,1
- 1968:  Internat. wedstrijd te Sittard - 6.15,5 (WR)

### veldlopen
- 1966:  NK (lange afstand = 1500 m) - 5.02
- 1970:  WK (Cross des nations), Vichy - 10.43 ( in het landenklassement)
- 1972: 4e NK (lange afstand = 2500 m) - 8.42,8

## Onderscheidingen
- KNAU-atlete van het jaar - 1965 (gedeeld), 1970, 1972
- Unie-erekruis in goud van de KNAU - 1976